# Цигани (село)
Цига́ни — село в Україні, у Борщівській міській громаді Чортківського району Тернопільської області. Розташоване на берегах річки Циганка.
Було центром сільради. До Циган приєднано хутір Тересін.
У радянський час село називалося Рудка. Рішенням Верховної Ради України № 2279-XII від 20 квітня 1992 селу повернено історичну назву.
Населення — 1304 особи (2014).

## Географія
Село розташоване на відстані 363 км від Києва, 84 км — від обласного центру міста Тернополя та 8 км від міста Борщів.

## Історія
Поблизу села виявлено археологічні пам'ятки пізнього палеоліту.
Перша писемна згадка — 1474 року. Поселення ймовірно могли заснували цигани, втікачі із Волощини. У 1583 році в селі проживали 55 сімей.
У вересні 1931 відбулася сутичка між українцями і поляками.
Діяли «Просвіта», «Січ», «Сокіл», «Луг», «Сільський господар», «Рідна школа», «Відродження» та ін. товариства, кооператива.
У 1940-1941, 1944-1959 роках село належало до Скала-Подільського району Тернопільської області. З ліквідацією району 1959 року увійшло до складу Борщівського району.
З 30 червня 2016 року належить до Борщівської міської громади.
До 19 липня 2020 р. належало до Борщівського району.

## Населення
За даними перепису населення 2001 року мовний склад населення села був таким:
| Мова       | Число осіб | Відсоток |
| ---------- | ---------- | -------- |
| українська |            | 99,4     |
| російська  |            | 0,33     |
| білоруська |            | 0,07     |
| молдовська |            | 0,07     |
| румунська  |            | 0,07     |

## Релігія
- церква святих верховних апостолів Петра і Павла (1905, УГКЦ, кам'яна),
- костел святих апостолів Петра і Павла (поч. XX ст.),
- дві каплички.

## Пам'ятки
Споруджено пам'ятники воїнам-односельцям, полеглим у німецько-радянській війні (1968), Іванові Франку (1992, скульптор І. Мулярчук), встановлено пам'ятний хрест на честь скасування панщини, насипано символічну могилу Борцям за волю України (1991).
Поблизу села є пам'ятки природи
- «Скала-Подільська діброва»
- «Куртина дуба червоного»
- Дуб звичайний (1 дерево) № 7
- Дуб звичайний (1 дерево) № 8
- «Циганська ділянка»

## Соціальна сфера
Працюють ЗОШ 1-3 ступенів ім. І. Франка, Будинок культури, бібліотека, ФАП, відділення зв'язку, торговельний заклад.

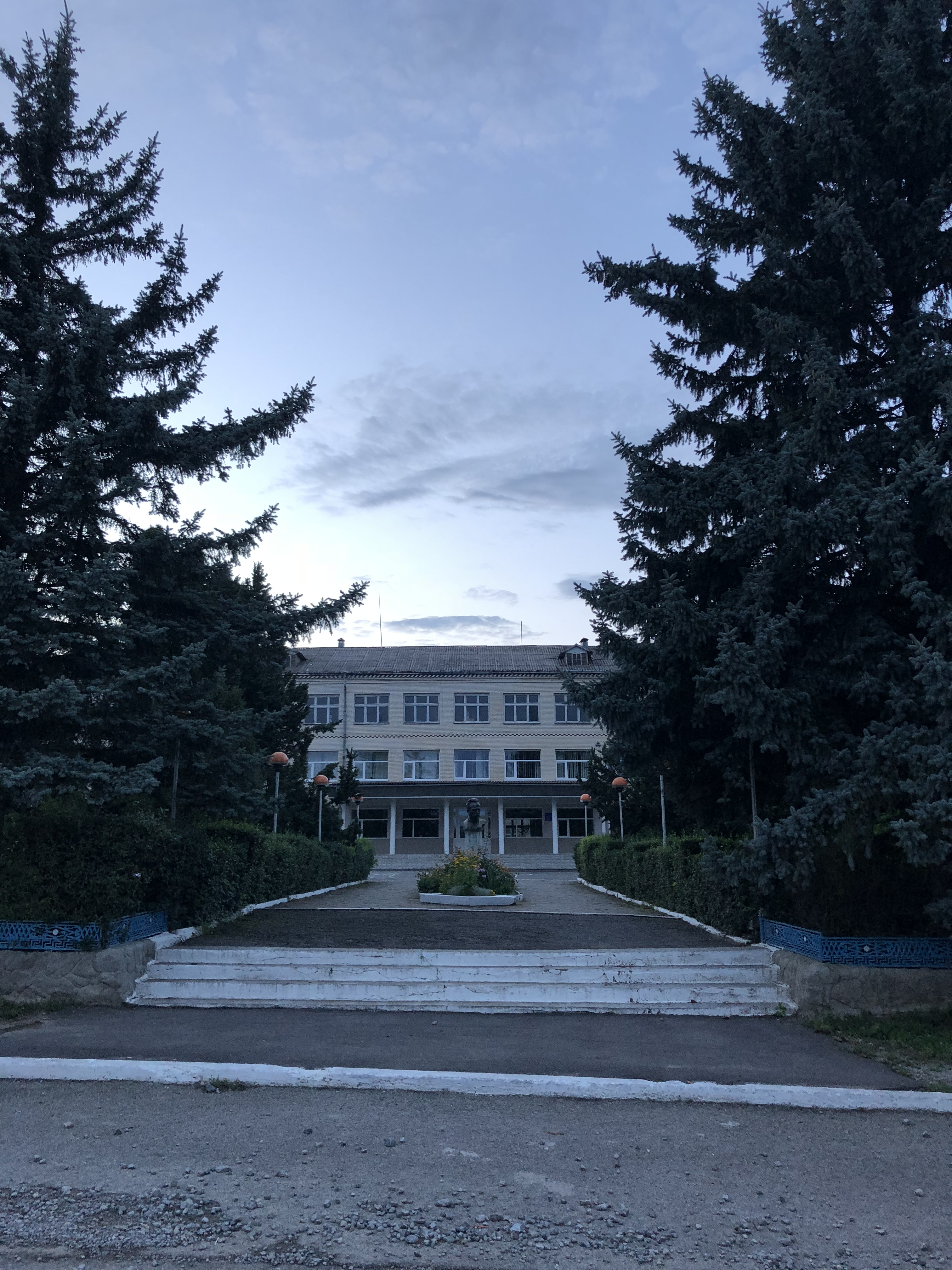

## Відомі люди

### Народилися
- Іван Дутка — український громадський діяч;
- Ігор Скочиляс (1967—2020) — український історик, краєзнавець;
- Володимир Підвисоцький — український лісівник.

### Перебували
- Борис Гавц — лісівник України,
- о. Омелян Глібовицький (1856—1905) — український греко-католицький священник, громадський діяч;
- Михайло Дорундяк (1857—1907) — український правник, доктор права, громадсько-політичний та культурно-освітній діяч;
- Богдан Лепкий (1872—1941) — український педагог, прозаїк, поет;
- Володимир Торогой (1994—2022) — український військовослужбовець, учасник російсько-української війни.[11];
- Іван Труш (1869—1941) — український живописець-імпресіоніст;
- Іван Франко (1856—1916) — український поет[12];
- Андрій Чайковський (1857—1935) — український письменник, громадський діяч, доктор права[13];
- Василь Щурат (1871—1948) — український педагог, літературознавець, поет і перекладач.

### Померли
- Юрко Сенів (1923 — 26 серпня 1946) — загинув військовик УПА, Лицар Срібного Хреста Бойової Заслуги ІІ класу , Бронзового Хреста Бойової Заслуги (посмертно).

## Галерея

Церква Святого Петра і Павла (1905р)
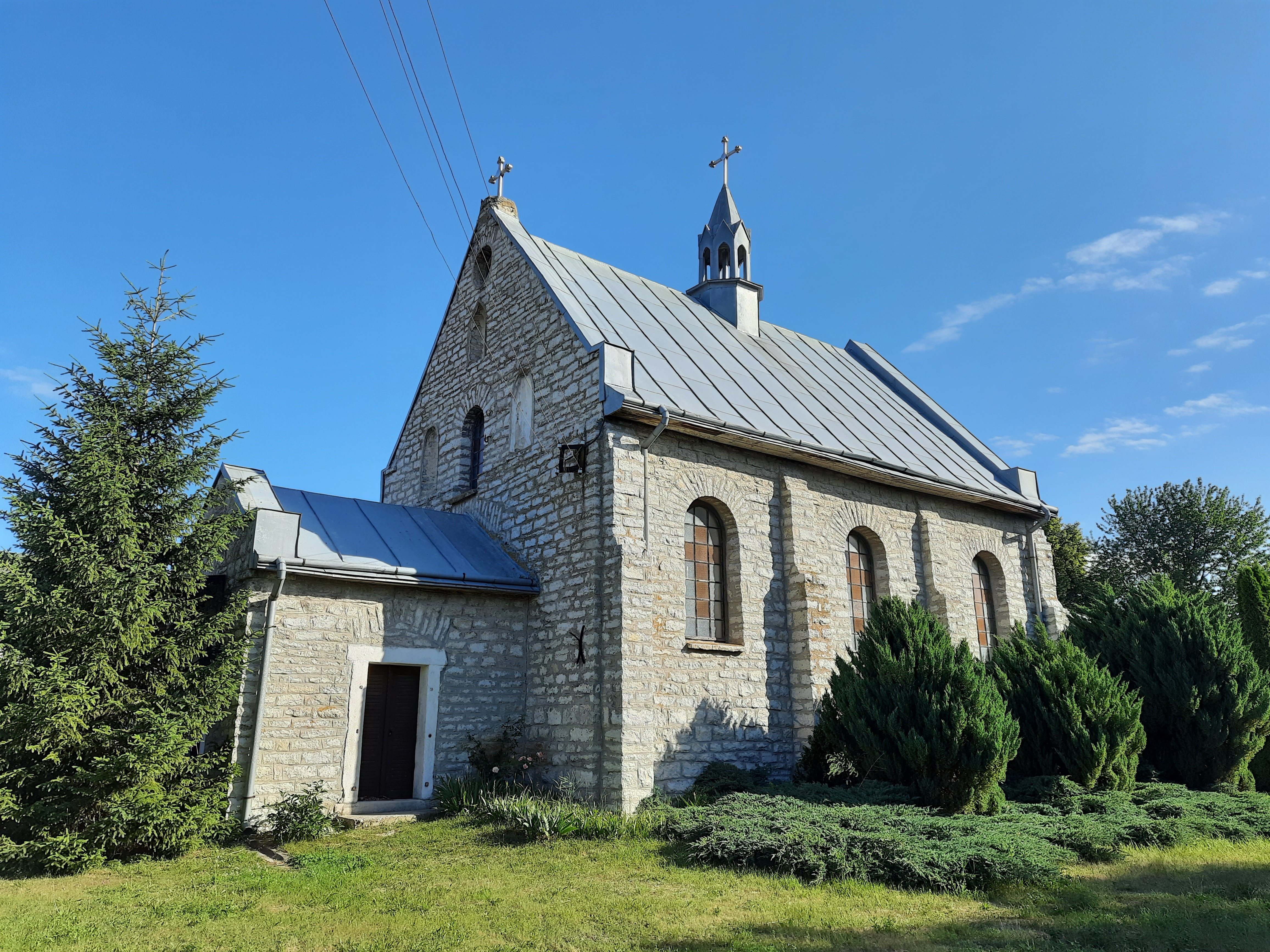
Костел поч.20ст
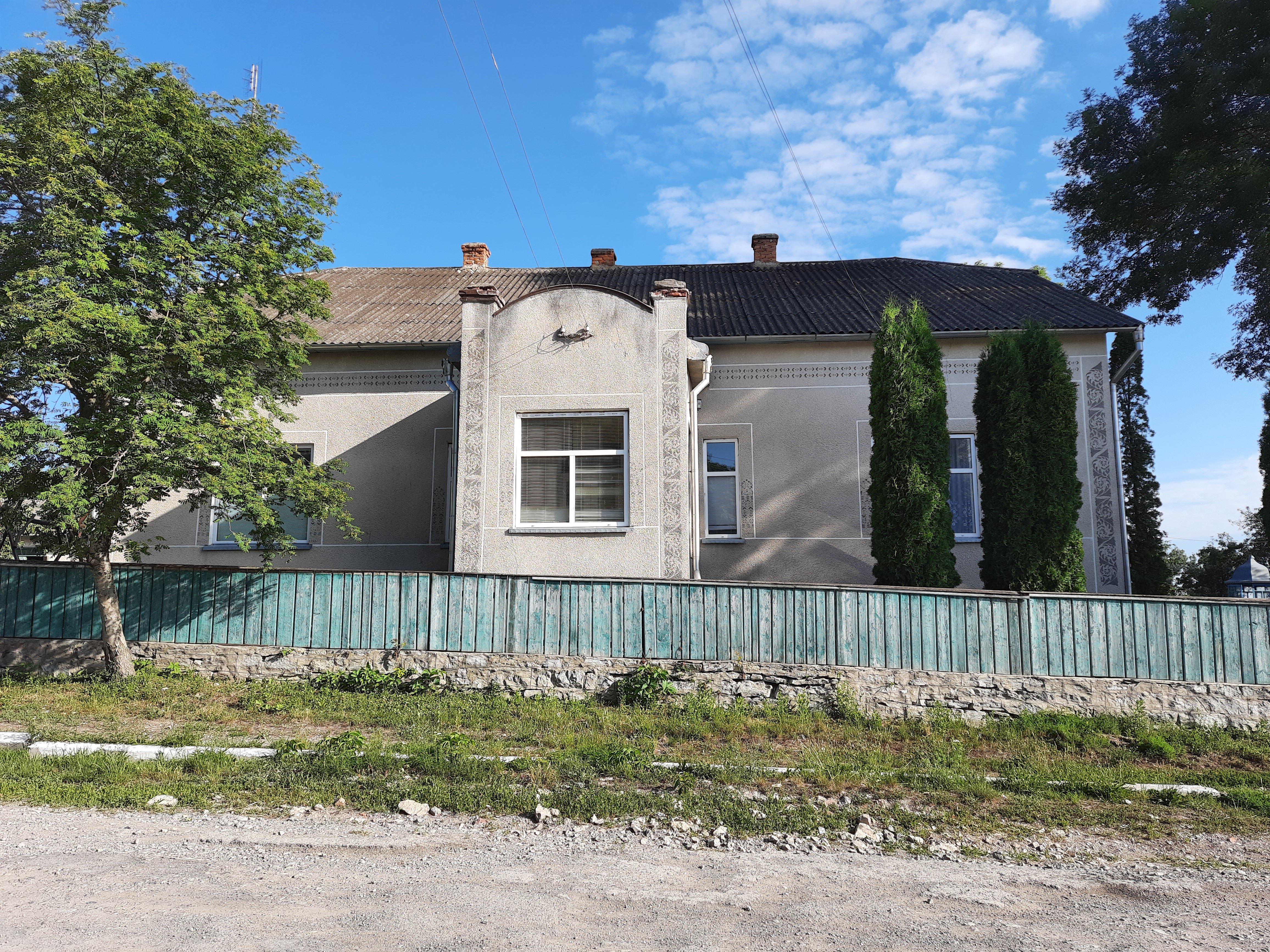
Будинок отця Омельяна Глібовицького 19ст